# Praelectiones in ordines naturales plantarum
Praelectiones in ordines naturales plantarum (abreviado Prael. Ord. Nat. Pl.) es un libro con ilustraciones y descripciones botánicas que fue escrito por el botánico y médico germano Paul Dietrich Giseke y publicado en el año 1792.